# Цунц, Иом Тов Липман
Иом Тов Липман (Леопольд) Цунц (идиш יום טוב ליפמן צונץ‎; 10 августа 1794, Детмольд, Северный Рейн-Вестфалия — 17 марта 1886, Берлин) — еврейский учёный и деятель XIX века, основатель новейшей «еврейской науки» (так называемой «Wissenschaft des Judentums», חכמת ישראל).

## Биография
Отец его, Менахем (Мендль) Иммануил Цунц (ум. в 1803 г.), считался выдающимся талмудистом. Детство Цунц провел в крайней нужде, а после смерти отца, когда Цунцу было всего 8 лет, семья очутилась в самом безвыходном положении. Мать Цунца была поэтому вынуждена через год после этого определить его в только что основанную к тому времени в Вольфенбюттеле банкиром Герцом Самсоном талмуд-тору для бедных детей.
В этой талмуд-торе Цунц пробыл четыре года, в продолжение которых он с необыкновенным прилежанием изучал Библию, Мишну и Талмуд. Среди его товарищей в талмуд-торе находился Маркус Йост. За недостатком средств Цунц и Иост были вынуждены жить в синагоге, где при тусклом свете огарков — так назывываемых «свечей поминовения» и свечей «иарцейта» — изучали Библию и Талмуд. В 1807 году талмуд-тора была преобразована в образцовую школу, во главе которой встал просвещенный педагог С. М. Эренберг. Цунц продолжал некоторое время учиться под его руководством. В 1809 году Цунц поступил в вольфенбюттельскую гимназию, которую он окончил в 1815 году (Цунц был одним из первых евреев, получивших гимназическое образование в Германии). Во время пребывания Цунца в гимназии он продолжал усиленно заниматься еврейской литературой.
В конце 1815 года Цунц уехал в Берлин и поступил в университет, где слушал лекции по философии у известного Шлейермахера, по библейской критике и экзегезе у Де Ветте, по праву у Савиньи. В Берлине он нашёл покровительство у старшины общины Реубена-Самуила Гомперца и сразу попал в кружок лиц, проповедовавших необходимость реформы еврейского религиозного быта, внутренне лишь тяготившихся своей принадлежностью к еврейству. Цунц жил в доме Генриетты Герц, в качестве домашнего учителя. В 1817 году был назначен проповедником в храме Израиля Якобзона. В 1818 г. Цунц оставляет свою должность в доме Генриетты Герц и всецело предается изучению еврейской литературы по рукописным источникам. Цунц вместе с Эдуардом Ганзом и другими основывает общество «Jung-Israel», переименованное затем в «Verein für Cultur u. Wissenschaft d. Judentums» (см.), девизом которого было «гармоническое сочетание еврейской традиции с современной культурой». Средства к жизни Цунц добывал частными уроками и работой в «Haude und Spener’sche Zeitung», членом редакции которой он состоял. В том же году он задумал издавать орган вышеупомянутого ферейна «Zeitschrift für die Wissenschaft d. Judentums» (вышел лишь один том). В 1826 г. Цунц занял пост заведующего общинной школой в Берлине, но в 1830 г. по настоянию местных ортодоксов он был устранен от этой должности. В 1835 г. был приглашен на пост проповедника в Праге, в 1837 г. — директором еврейской учительской семинарии в Берлине. В 1864 г. в 70-летнюю годовщину рождения Цунца в его честь было основано Нейманом и Блейхредером «Zunz’sche Stiftung». В 1871 г. Цунц был удостоен степени доктора honoris causa Галлеского университета. В 1875—1876 гг. было издано собрание сочинений Цунца в трех частях («Gesam. Schriften»), в которое не вошли наиболее крупные сочинения Цунца. В 1887 г. в честь Цунца был издан М. Штейншнейдером сборник статей «Zunz Jubelschrift». В личной жизни Цунц представлял образец высокого благородства и необычайной скромности, преданности еврейской традиции и идеалам еврейства.

## Научная деятельность. I период
В этом периоде научное творчество Цунца не было свободно от апологетики реформы в еврeйском религиозном быту. Введенная им впервые научная критика, дотоле неведомая еврейскими ученым (после Азарии деи Росси), служит в руках Цунцa орудием для защиты умеренной реформы. Ввиду той роли, которую (именно в этот период) сыграла деятельность Цунца в духовном развитии германского еврейства, этот период представляет большой интерес. Цунц очень рано обнаружил склонность к науке. Знакомство с сочинением Вольфа «Bibliotheka Hebraea» дало Цунцу первый импульс к мысли о создании еврейской науки. Изучение критико-историографического произведения Азарии деи Росси «Meor Enajim» вызвало желание применить методы научной критики в области еврейской истории и литературы.
Цунц дебютировал небольшим сочинением «Etwas über die rabbinische Literatur nebst Nachrichten über ein altes bis jetzt ungedrucktes Werk» (опубликовано в 1818 г.; вторично издано в "Gesammte Schriften Z.'а, т. I, Берлин, 1875). Сочинение это, содержащее как бы программу всей последующей деятельности пионеров еврейской науки — Цунца, Рапопорта, Луцатто, Франкля и Ландауэра, как и продолжателей их, — знаменует собою эпоху в истории еврейской мысли — как первая книга в области новейшей «еврейской науки». Отметив различные судьбы древнейшей (то есть библейской) еврейской литературы и побиблейской литературы, Цунц доказывает необходимость созидания еврейской науки, которая должна быть посвящена исследованию судеб еврейской литературы, религии, культуры и жизни, начиная с заключения Библии. Печальная доля выпала, по мнению Цунца, на побиблейскую литературу. Библейская письменность, как легшая в основу христианской религии и европейской цивилизации, вызвала несравненно больше, чем античную культуру, обширную и глубоко содержательную научную литературу, хотя от античного мира сохранилась колоссальная литература, а от древнейшей еврейской культуры лишь одна небольшая по размеру книга (Библия). Иная судьба выпала на долю побиблейской литературы, продолжающейся до сих пор. Являясь уделом несчастного еврейского народа, она не вошла в оборот науки и современной культуры. Еврейская литература находится на пути к совершенному вырождению и исчезновению. Поэтому настало время основать еврейскую науку, которая имела бы целью исследовать еврейскую литературу и подвести её итоги. Еврейская наука, ввиду намеченных правительствами и обществом коренных преобразований в положении и быте евреев, могла бы служить верным руководством при решении многих вопросов. Нужно с большим вниманием относиться к традиции и сделать тщательный выбор между остатками старины, потерявшими ныне своё значение, и нормами и обычаями, коренящимися в духе иудаизма и народа.
По мнению Цунца, еврейская литература, как и история, создалась и развилась под влиянием трех главных факторов, а именно:
1. под действием внутренних законов развития,
2. под прямым влиянием идей, течений и событий, лежащих в условиях окружающих народов и культур, и
3. под влиянием чувства самосохранения, заставлявшего еврейский народ усваивать в борьбе с идеями и течениями окружающих народов и культур элементы, находящиеся в полном противоречии с основами культуры других народов.

Новооснованная еврейская наука, по мысли Цунца, имеет своей задачей рассматривать «иудаизм», историю еврейского народа и его литературы с точки зрения этих трех факторов в свете основных дисциплин науки по истории культуры. Первой еврейской книгой, в которой научная критика, чуждая еврейским ученым, как и методы строгой науки, нашли своё применение, был орган основанного Цунцем ферейна еврейской культуры и науки «Zeitschrift f. d. Wissenschaft des Judenthums». В этом журнале, редактированном Цунцем, имеются три важные работы Цунца; «Rabbi Solomo b. Isaak», «Grundlinien einer künftigen Statistik d. Juden» (перепечатано в Gesam. Schr., т. Ι, pp. 134 и сл.) и «Ueber die in den hebräisch. Schriften vorkommenden hispanischen u. provensalischen Ortsnamen». Первая работа, посвященная жизни и литературной деятельности р. Соломона бен-Исаака, всесторонне освещает французскую экзегетическую школу вообще и экзегезу Раши в частности. Она послужила образцом для классических произведений С. И. Рапопорта ο Гаи-гаоне, р. Хананеле и р. Натане из Рима. Еврейский перевод её, сделанный Блохом, пользовался большой популярностью и сыграл важную роль в смысле приобщения талмудистов старой школы к еврейской науке. Вторая работа Цунца посвящена постановке вопроса ο еврейской «статистике» и методам её изучения. Цунц подробно обосновывает дисциплину еврейской статистики, понимаемую в самом широком смысле слова.
Евреи, лишенные территории и политической самостоятельности, составляют однородную группу по следующим трем признакам:
1. расе, следам языка и традициям, сохранившимся у евреев ο классической родине — Палестине,
2. вере, конгломерату обычаев, верований и т. д. и
3. общности исторических судеб в диаспоре и их результатов.

Еврейская «статистика», по мнению Цунца, имеет целью изучать: политическое, общественное, культурное и нравственное состояние евреев в каждой стране; происхождение и историю еврейских поселений и общин; физические свойства еврейской расы в каждой стране, язык и влияние языка туземного населения, ритуал, общинное управление, внутренний строй жизни, профессии, ремесла, занятия, экономическое положение, обычаи, культурное состояние, нравственное состояние, течения и движения, общественную и культурную борьбу, благотворительные учреждения, культурные и просветительные общества, правовое положение, взаимоотношения между туземным населением и евреями, народные верования и легенды о евреях. Третья работа, содержащая сводку рассеянных в еврейской письменности данных об испанских городах, послужила образцом для капитальной работы Г. Гросса «Gallia Judaica». Особенный интерес представляет предисловие к названной работе, в котором Цунц излагает свои основные воззрения на еврейскую историю. В следующем году Цунц начал свой капитальный труд «Die Gottesdienstliche Vorträge der Juden» (появилось в 1832 г.; 2-e изд. 1892 г.) Сочинение это содержит исчерпывающее изложение истории и развития гомилетической литературы у евреев. По точности метода и совершенству приемов, мастерскому изложению, необыкновенной эрудиции и умению развертывать перед читателями грандиозную картину на основании массы случайных и разбросанных данных, труд Цунца может быть назван классическим в научной литературе XIX в. вообще. Это сочинение легло в основу всех последующих работ еврейских ученых ο талмуд.-мидрашитской письменности. Ближайшим поводом к составлению этого труда послужило запрещение прусского правительства произносить проповеди на немецком языке в синагогах, как нововведения, стоящего в противоречии с еврейской традицией. Задачей Цунца было дать исследование истории проповеди у евреев. Труд Цунца не достиг практической цели, так как запрещение не было следствием незнакомства с еврейской историей, а явилось результатом общей реакционной политики. Но зато труду Цунца было суждено сыграть большую роль в развитии еврейской науки. Исходной точкой этого труда является мнение, что проповедь была одним из древнейших элементов еврейского богослужения наряду с молитвой, чтением Торы и Таргумом (введение). Древнейшие следы проповеди Цунц видит в последних книгах библейского канона: Эзре, Нехемии и кн. Хроник; они совпадают по времени с заключением пророчества (гл. I—II). Затем Цунц даёт характеристику проповеди — гомилии и её видов, мидраш — галаха и мидраш — агада, методов и приемов агады, шести видов агады, таргумим, взаимоотношения галахи и агады, дидактической агады, исторической агады, мистическо-гомилетической литературы, характеристики и датировки всех мидрашим, сущность и значение проповеди-гомилии в культурной и религиозной жизни еврейства, исторические судьбы проповеди и проповедников в связи с общим очерком истории воспитания и религиозного состояния еврейства в западной и восточной Европе. В 1837 г. появилась интересная работа Цунца «Namen der Juden», посвященная изучению еврейских собственных имен и вызванная запрещением правительства евреям называться христианскими именами. В этом же году им был издан под редакцией Цунца перевод Библии на немецкий язык. В работе приняли участие М. Закс, Г. Арнгейм и Ю. Фюрст (арамейские тексты Библии). Самому Цунцу принадлежит перевод кн. Хроник с ценным введением, посвященным библейской историографии. Перевод этот, отличающийся большими литературными и научными достоинствами, как и осторожным отношением к традиции, поскольку это не противоречит науке, выдержал 13 изд. Из других работ Цунца за этот период должны быть отмечены: «Zeittafel über die gesammte heil. Schrift» (Б., 1838); «Geographische Literatur der Juden» и «Zur Palästinischen Geographie aus jüdischen Quellen» (эти последние две работы, представляющие ценный вклад в еврейскую литературу, появились впервые в виде введения к Ашерову изданию соч. Вениамина Тудельского и затем отдельно в Gesam. Schriften, 1875, т. I, pp. 146–216 и 265—304; дополнения к ним Штейншнейдера изданы в «Jerusalem» Luncz’а, V); «Tefillin, eine Betrachtung» (в Jahrbuch Busch’а, II, 1843—1844); «Eine alte Stimme» (ib., IV, 1844); «Gutachtung über die Beschneidung» (1844); םימודאה ןמ הירזע ונינר תודלות (Kerem Chemed, V и отдельно в виде предисловия к изданию Meor Enajim, Бенъякоба). Первый период деятельности Цунца завершается капитальным трудом: «Zur Geschichte u. Literatur» — сборником, состоящим из четырёх больших работ: о немецких и французских ученых, тосафистах, экзегетах, грамматиках, масоретах и моралистах; ο провансальских поэтах; об истории евреев в Сицилии; о нумизматике.

## Новый период научной деятельности
Новый период научной деятельности совпадает у Цунцa с крушением надежд на всеспасительность реформы вообще и эмансипации в частности. Цунц порывает сношения с реформистами и работает для чистой науки, считая, что будущее принадлежит последней. Если в первом периоде научные работы Цунца направлены к всестороннему исследованию умственной деятельности еврейства, то во втором периоде деятельность Цунца посвящена внутренним переживаниям средневекового еврейства, его надеждам и вожделениям, чувствованиям и настроениям, тревогам и волнениям. Цунца охватывает волна романтизма и заставляет его перенестись всецело в духовную жизнь мрачного средневековья; замыкаясь все более и более в беспросветную жизнь еврейского средневековья, Цунц открывает в ней отрадные страницы и считает своим национальным долгом всесторонне исследовать эту жизнь, дабы еврейство сознало себя и в этом сознании одержало верх над всеми препятствиями, не дающими ему нормально развиваться. Плодом этой деятельности являются многие труды, посвященные исследованию религиозной поэзии у евреев, в которой, по мнению Цунца, наиболее ярко отразились внутренние переживания и чаяния средневекового еврейства. Исходя из своего основного воззрения на еврейскую историографию, что фокусами еврейской истории, концентрирующими все явления и судьбы еврейства, являются «идеи и бедствия», Цунц считает пиюты отзвуками первых, кинот — отзвуками вторых, а селихот — сочетанием обоих. Происхождение религиозной поэзии, мотивы и сюжеты её, формы и метрика, виды религиозной поэзии, связь её с молитвами, события, послужившие поводом к составлению отдельных религиозных поэм, внутренняя композиция этих поэм, развитие религиозной поэзии, распространение и разветвление её по отдельным ритуалам и странам — все это привлекает внимание Цунца. Главными трудами его за этот период являются: «Die Synagogale Poesie des Mittelalters» (1855); «Die Ritus d. sinagogalen Gottesdienstes geschichtlich entwickelt» (1859); «Literaturgeschichte der synagogalen Poesie» (1865) и «Nachtrag zur Literaturgeschichte der synagogalen Poesie» (1867). В них Цунц рассматривает колоссальную литургическую литературу (содержащую свыше 5000 литургических поэм) с вышеуказанных точек зрения. Прилагаемые переводы 366 поэм отличаются крупными литературными достоинствами, хотя не всегда точностью: самые безвкусные произведения калира превращаются под пером Цунца в мастерски отделанные создания. Главное внимание Цунца обращает на литургическую поэзию немецких и французских евреев, отличающуюся, по его мнению, необыкновенной силой, простотой и непосредственной правдой, сефардская же литургическая поэзия восходит к классической эпохе, когда евреи не терпели никаких гонений, почему произведения её отличаются рассудочностью и не могут считаться за отражение народной жизни и народных переживаний. Работы Цунца основаны главным образом на рукописных источниках, и, несмотря на изыскания последующих ученых в области литургии и опубликования с этого времени многочисленных памятников литургической поэзии, до сих пор нельзя установить источник многих этих произведений. Из других работ Цунца заслуживают, кроме того, особенного внимания нижеследующие произведения: «Die Eidesleistung der Juden» (1859); введение к изданному Цунцем сочинению Крохмаля ןמזה יכוננ הרומ (Львов, 1851); «Die hebräischen Handschriften in Italien» (1864); «Israel’s gottesdienstliche Poesie» (1870; имеется русс. перевод); «Die Monatstage» (1872); «Die Censur hebräischer Werke» (HB., I); «Die Baraita Samuels» (HB., V) и мн. др. Влияние трудов Цунца на всех последующих исследователей в различных областях еврейской науки необычайно велико, и данное ему прозвание Нибура еврейской науки является вполне заслуженным. Единственным недостатком, присущим всем трудам Цунца является то, что он не всегда указывает рукописные источники своих работ.

## Общественная деятельность
В общественной деятельности Цунца мы наблюдаем два периода. В первом периоде он находится под влиянием реформистского кружка Якобсона и Генриетты Герц. Он придает огромное значение реформе еврейского религиозного быта, которая, однако, по мнению Цунца, должна быть проведена с большой осторожностью, в согласии с основными началами иудаизма (эта идея, как мы видели выше, дала Цунцу толчок к созиданию еврейской науки). Он горячо в своих проповедях и публичных речах ратует за введение в ритуале и в частной еврейской жизни внешних обычаев окружающих народов и лоска современной культуры, если только они не противоречат духу иудаизма. Он так увлекается идеей реформы, что считает своей миссией стать проповедником и трибуном реформы религиозного быта.

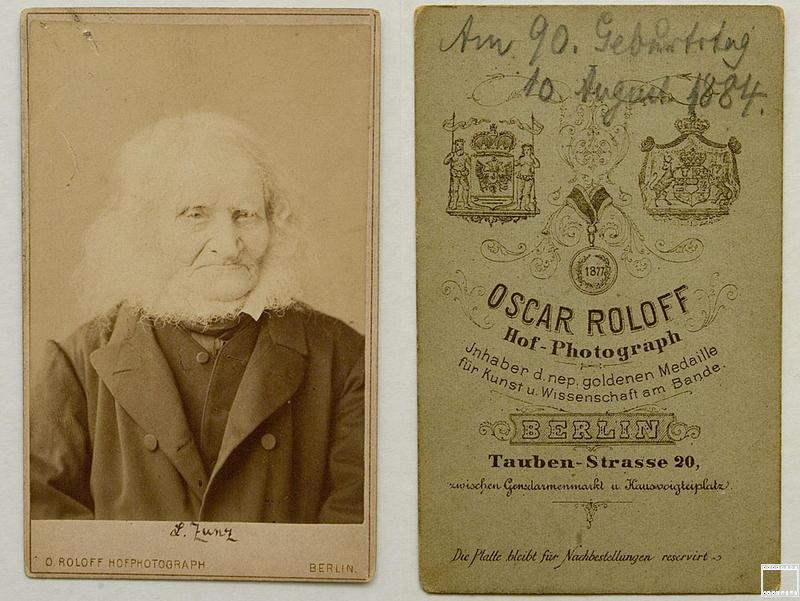
Портрет Цунца, 10 августа 1884 года

Позже, под влиянием нравственного распада реформистских кругов и повального бегства членов последних, даже ближайших его товарищей, от еврейства, с одной стороны, и в результате углубления в прошлые судьбы еврейства — с другой, Цунц отказывается от идеи реформирования еврейского религиозного быта. По мнению Цунца, еврейский народ, живший своеобразной жизнью в продолжение тысячелетий, не должен отказаться от своих традиций и своего быта ради приобретения внешних благ довольно сомнительного свойства. Еврейство имеет такое же право на существование, как всякая национальная культура. Начиная с этого времени, исходной точкой в общественной деятельности Цунца служит тот принцип, что народное самосознание, сознание Израилем своего прошлого является единственным средством спасения еврейского народа от вырождения. Слова: «внешнее еврейское гетто разрушится лишь после падения духовного гетто и возвышения уровня духовной еврейской культуры» — становятся лозунгом для дальнейшей его жизни. Цунц считает научное самосознание единственным средством удержать новое еврейство от измены славному прошлому своей нации.